# Moriago della Battaglia
Moriago della Battaglia é uma comuna italiana da região do Vêneto, província de Treviso, com cerca de 2.609 habitantes. Estende-se por uma área de 13 km², tendo uma densidade populacional de 201 hab/km². Faz fronteira com Crocetta del Montello, Farra di Soligo, Sernaglia della Battaglia, Vidor, Volpago del Montello.

## Demografia
| Variação demográfica do município entre 1861 e 2011                               |
|                                                                                   |
| Fonte: Istituto Nazionale di Statistica (ISTAT) - Elaboração gráfica da Wikipedia |